# Estadio Hernando Siles
Het Estadio Hernando Siles is een multifunctioneel stadion in La Paz, de hoofdstad van Bolivia. Het stadion wordt vooral gebruikt voor voetbalwedstrijden. De clubs Club Bolívar, The Strongest, Chaco Petrolero, Club Mariscal Braun, Fraternidad Tigres, Club 31 de Octubre en het Boliviaans voetbalelftal spelen in dit stadion hun thuiswedstrijden. In het stadion kunnen 41.000 toeschouwers. Het stadion is vernoemd naar Hernando Siles Reyes (1882–1942), een Boliviaanse politicus die van 1926 tot 1930 president was van het land.

## Historie
Het stadion werd in 1963 gebruikt voor een groot internationaal voetbaltoernooi, de Copa América. In dit stadion waren 11 wedstrijden. Het toernooi bestond uit alleen een groepsfase waarin ieder land een keer tegen elkaar speelt. Het gastland Bolivia speelde in dit stadion onder andere tegen het elftal van Ecuador (4–4) en Peru (3–2). Dat land zou uiteindelijk ook de voor de eerste keer winnaar worden van de Copa América.
In 1997 werd de Copa América weer in Bolivia gehouden en ook nu werd dit stadion gebruikt om voetbalwedstrijden te spelen. De drie groepswedstrijden van het gastland waren in dit stadion, de kwartfinale tussen Bolivia en Colombia (2–1), de halve finale tussen Bolivia en Mexico (3–1) en de finale op, 29 juni 1997, tussen Bolivia en Brazilië (1–3).
In 2007 mocht er van de FIFA enkele weken niet in dit stadion gespeeld worden. Als buitenlandse teams het in dit stadion op moesten nemen tegen het nationale voetbalelftal van Bolivia was er door de hoogte (het stadion ligt 3.637 meter boven zeeniveau) een oneerlijk voordeel voor de thuisploeg. Tegenstanders kregen onvoldoende tijd om te acclimatiseren alvorens ze de wedstrijd speelden. Later werd bekendgemaakt dat dit verbod niet meer geldt voor dit stadion.